# Sembra ieri (album)
Sembra ieri è un album del cantautore Edoardo Bennato pubblicato nel 2000. È una raccolta di 18 brani e contiene canzoni fino al più recente album Sbandato (1998).
Contiene tre inediti: Si tratta dell'amore, Sembra ieri e Taraunta tatà.
Per quello che riguarda gli altri brani, si tratta di reincisioni, tranne che per le canzoni: "OK Italia" e "Tu vuoi l'America" che provengono dall'album "OK Italia" del 1987, "Viva la mamma" e "Abbi Dubbi" che provengono dall'album "Abbi dubbi" del 1989 e "Le ragazze fanno grandi sogni" che proviene dall'album "Le ragazze fanno grandi sogni" del 1995.

## Tracce
1. Si tratta dell'amore (inedito) – 4:36
2. Sembra ieri (inedito) – 3:50
3. Taraunta tatà (inedito) – 3:24
4. Cantautore – 6:05
5. Mangiafuoco – 4:52
6. L'isola che non c'è – 3:50
7. Il gatto e la volpe – 2:55
8. Il rock di Capitan Uncino – 5:20
9. OK Italia – 4:10
10. Una settimana un giorno – 5:21
11. Tu vuoi l'America – 4:41
12. Roma – 4:48
13. Sono solo canzonette – 5:05
14. Un giorno credi – 3:16
15. Le ragazze fanno grandi sogni – 3:16
16. Viva la mamma – 3:25
17. Abbi dubbi – 3:12
18. Meno male che adesso non c'è Nerone – 4:00